# Diascia sacculata
Diascia sacculata är en flenörtsväxtart som beskrevs av George Bentham. Diascia sacculata ingår i släktet tvillingsporrar, och familjen flenörtsväxter. Inga underarter finns listade i Catalogue of Life.